# Leandro Guilheiro
Leandro Guilheiro, född den 7 augusti 1983 i Suzano, Brasilien, är en brasiliansk judoutövare.
Han tog OS-brons i herrarnas lättvikt i samband med de olympiska judotävlingarna 2004 i Aten.
Han tog OS-brons igen i herrarnas lättvikt i samband med de olympiska judotävlingarna 2008 i Peking.